# Пензенское наместничество
Пензенское наместничество — административно-территориальная единица Российской империи, существовавшая в 1780—1796 годах.

## История
Пензенское наместничество было учреждено 15 сентября 1780 года. В его состав вошли территории бывшей Пензенской провинции Казанской губернии, а также части Шацкой и Тамбовской провинций Воронежской губернии.
12 декабря 1796 года Пензенское наместничество было преобразовано в Пензенскую губернию.

## Административно-территориальное деление
В состав наместничества входили 13 уездов:
- Верхнеломовский уезд
- Городищенский уезд
- Инсарский уезд
- Керенский уезд
- Краснослободский уезд
- Мокшанский уезд
- Наровчатский уезд
- Нижнеломовский уезд
- Пензенский уезд
- Саранский уезд
- Троицкий уезд
- Чембарский уезд
- Шишкеевский уезд[1]

## Руководители наместничества
Генерал-Губернатор Пензенского наместничества:
- Воронцов, Роман Илларионович (1780—1781);
- Мещерский, Платон Степанович (1782—1783);
- Ребиндер, Иван Михайлович (1783—1792);
- Каховский, Михаил Васильевич (1792—1796);
- Вяземский, Андрей Иванович (1796—1797);